# 東武モニ1470形電車
東武モニ1470形電車（とうぶモニ1470がたでんしゃ）は、かつて東武鉄道に在籍した荷物輸送用電車。1964年（昭和39年）から1965年（昭和40年）にかけて、モハ1400形電車を改造して誕生した形式である。
本項では、本形式と種車が同一かつ同様の経緯で誕生したモユニ1490形電車、ならびに1955年（昭和30年）に大正14年系モハ1110形を改造して誕生したモユニ1190形電車についても併せて記述する。

## モハ1400形の概要
モハ1400形は1951年（昭和26年）に施行された大改番に際して、大正14年系デハ101形および昭和2年 - 4年系デハ105形を統合して誕生した形式である。
いずれも構体主要部分に普通鋼を採用した半鋼製車体を有するが、異系列を同一形式に統合したことから車体外観は両者で大きく異なり、旧デハ101形のモハ1400 - 1401が前面5枚窓の非貫通構造で、側面窓配置は1D2 3 2D2 3 2D1（D：客用扉）の片側3扉車体であったのに対し、旧デハ105形のモハ1402・1403・1405・1406は一方の妻面を非貫通構造とし、他方の妻面には貫通扉を設けた前後妻面とも3枚窓構造であり、側面窓配置はd2D10D2d（d：乗務員扉、D：客用扉）の片側2扉車体と、前面構造から客用扉の数に至るまで共通性は皆無であった。モハ1406のみは事故復旧に際して破損した非貫通妻面側の運転台を撤去し片運転台化改造が実施されていたが、残る5両は全車とも両運転台構造で、車内はロングシート仕様、トイレの設備はなかった。
一方、主要機器は全車とも同一であり、主電動機はHS-254（端子電圧750V時定格出力75kW）、主制御器は電動カム軸式MCH-200Bと、いずれも日立製作所製のものを搭載する。制動装置はM三動弁を使用したAMM自動空気ブレーキ、台車は鋳鋼組立型釣り合い梁式の住友金属工業KS31L（固定軸間距離2,135mm）を装着し、駆動方式は吊り掛け式、歯車比は4.20 (63:15) であった。

## 荷電化改造
1964年（昭和39年）より開始された32系各形式の3000系への更新進捗に伴って、32系に属する客貨合造車についても更新対象となったことから、荷物・郵便輸送に供する車両の不足が懸念される事態となった。また、将来的な旅客列車の荷扱廃止・客貨分離を目的として荷扱専用車両の配備が望まれたことから、1964年（昭和39年）から1966年（昭和41年）にかけてモハ1400形全車を対象に荷物電車（荷電）化改造が行われることとなった。
改造後は、モニ1470形は伊勢崎線・日光線に、モユニ1490形は東上線にそれぞれ配属された。以下、形式別にその詳細を述べるとともに、モニ1470形・モユニ1490形の竣功に先立って誕生したモユニ1190形についても解説する。

### モユニ1190形
- モユニ1190

西新井工場の入換車として運用されていたモハ1110形1110を種車として、1955年（昭和30年）11月に竣功し東上線へ配属された。当初は車内座席を撤去して郵便物整理棚を新設し、当該箇所の側窓を白く塗り潰した程度の軽微な改造が施工されたのみで、外観上ほぼ原形を保ったまま運用された。
1963年（昭和38年）8月に踏切事故で池袋側の前面を大破し、復旧に際しては破損した池袋側の前面を旧デハ105形グループに類似した3枚窓構造に改造し、前面窓の固定支持方式がHゴム化されたことから、以降両側の妻面形状が異なる前後非対称構造となった。1967年（昭和42年）3月には寄居側の前面についても3枚窓構造化改造が実施され、同時に寄居側運転台については運転室拡大および乗務員扉の新設が施工されたほか、側面に荷物積卸用の大型両開扉を新設し、窓配置はd1B3D2 3 2D1（d：乗務員扉、D：元の客用扉、B：荷物用扉）となった。
なお、モユニ1190形の主要機器は大正14年系デハ2形として竣功した当時の機器をそのまま搭載していることから、元モハ1400形を改造した荷電各形式とは仕様が異なる。主電動機はウェスティングハウス・エレクトリック (WH) 社WH-556-J6（端子電圧750V時定格出力75kW）を1両当たり4基搭載し、台車はブリル27-MCB-2（固定軸間距離2,134mm）、主制御器は電磁単位スイッチ式手動加速 (HL) 制御である。

### モニ1470形
- モニ1471・1472

旧デハ101形に属するモハ1400・1401を種車として1964年（昭和39年）5月に竣功した。当初は車内座席を撤去の上、側窓内側に保護棒を設置した程度の軽微な改造で運用を開始したものの、旧デハ101形グループは荷電化改造竣功当時で既に車体の経年が40年を超えており、各部の老朽化が著しかったことから、1966年（昭和41年）に大規模な再改造が施工された。
再改造に際しては外板の張替えが実施されたほか、台枠を前後に各350mmずつ延長して運転室の拡大ならびに乗務員扉の新設を施工した。新たに組み立てられた前後運転台部分の構体についてはノーシル・ノーヘッダー構造となっている点が特徴である。妻面形状は旧デハ105形グループに類似した3枚窓構造であるが、窓固定支持方式が当初よりHゴム式であったほか、運転台部分に相当する中央窓の上下寸法が左右窓よりも小さい点が異なる。その他、側面中央客用扉の拡幅・荷物積卸用大型扉化など改造項目は多岐にわたり、本格的な荷電として竣功した。再改造後の窓配置はdD2 3 1B1 3 2Ddである。
- モニ1473 - 1475

旧デハ105形に属するモハ1403・1405・1406を種車として、1965年（昭和40年）3月から同年6月にかけて順次竣功した。荷電化改造に際しては座席の撤去ならびに側窓内側に保護棒を新設したことに加え、本グループは当初から側面中央に荷物積卸用大型扉を新設して竣功した。なお、片運転台構造であったモハ1406（モニ1475）については荷電化改造時に両運転台化改造が施工されているが、新設された運転台側の妻面・従来からの運転台側妻面ともに貫通構造であった点が特徴である。その他、モニ1471・1472において施工されたような外観の変化を伴う大掛かりな改造は実施されなかったことから、本グループは荷電化改造後も比較的外観上の原形を保っていた。改造後の窓配置はd2D3B3D2dである。

### モユニ1490形
- モユニ1491

旧デハ105形に属するモハ1402を種車として1966年（昭和41年）に竣功したものである。モユニ1491は車種記号が示す通り荷物・郵便合造車であることから、荷電化改造に際して車内に郵便物整理棚が新設されたが、それ以外の改造内容は上記モニ1473 - 1475に準じたものとなっており、郵便物整理棚設置箇所の側窓が白く塗り潰されていた点を除いて外観も同一であった。

## 荷電化改造後の変遷
導入後は保安装置（東武形ATS）の新設と、それに伴う制動装置への電磁吸排弁の追加・AMME電磁自動空気ブレーキ化が施工されたほか、前面窓が木枠のままであった車両については固定支持方式のHゴム化が実施された。また、車体塗装については当初は全車とも一般形車両と同一の塗装であったが、1970年（昭和45年）2月以降、全車を対象に荷物専用車両を示すオリエンタルオレンジ一色塗りへの変更が順次実施された。
最盛期には合計9両を数えた荷扱専用車両であったが、その主要な用途である小手荷物輸送については利便性に優れた宅配便の普及による輸送量の減少等の理由により年々縮小の一途を辿り、1972年（昭和47年）には余剰となったモニ1470形1474がモニ1670形1670とともに同年12月25日付で廃車となった。その後、1974年（昭和49年）9月26日付でモニ1470形1475が、1976年（昭和51年）の東上線における小荷物輸送および郵便輸送廃止に伴って翌1977年（昭和52年）12月26日付でモユニ1190形1190・モユニ1490形1491がそれぞれ廃車となり、全車とも解体処分された。
残存したモニ1470形1471 - 1473については、車体塗装が一般形車両と同一のセイジクリーム一色塗りに変更されたほか、前照灯のシールドビーム2灯化・パンタグラフの東洋電機製造PT-42系への換装などが順次施工され、モニ1473については元の客用扉に相当する側扉の7800系の解体発生品への交換も実施された。
最末期は伊勢崎線・日光線に各一往復設定された不定期運用のみに縮小された小手荷物輸送運用に充当された同3両であったが、それら運用についても1983年（昭和58年）7月20日限りで全廃となり、同月29日付でモニ1471・1472が廃車となった。廃車後、モニ1472は民間企業に譲渡されたが、保存場所であった店舗の閉店に伴い撤去された。モニ1471は杉戸工場において長期間保管された後、1994年（平成6年）1月に東武博物館において開催された「東武ジャンク市」に出品され、日本貨物鉄道（JR貨物）へ譲渡された。譲渡後のモニ1471は小山駅側線でカバーを被せられ長期間留置されていたが、結局活用されることなく2008年（平成20年）4月に解体処分された。

### モニ1473の入換車転用

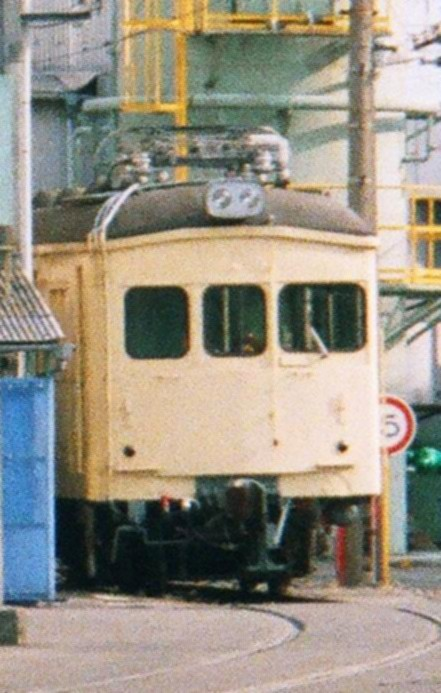
西新井工場構内入換車転用後のモニ1473
（2002年3月）

モニ1473のみは荷物電車運行全廃後も廃車対象から外れ、西新井工場における構内入換車に転用された。入換車転用に際しては非貫通側運転台を車体中央から左側に移設し、同時に前後妻面ともに向かって左側、運転台に相当する部分の窓ガラスを8000系（未更新当時）・5000系列などで使用されていたものと同一品と推定される横長形状のものに交換・拡大して外観に変化が生じた。また、車内には各種救援機材が積載され、非常時における救援車両としての運用も考慮された。
入換車転用直後には通勤形車両の塗装変更に際して試験塗装車として用いられ、セイジクリーム地に青帯の塗装に変更されたものの、程なくセイジクリーム一色塗りに戻され、以降用途廃止まで車体塗装に変化はなかった。なお、入換車転用当初は車籍を保持しており、また吊り掛け駆動方式の各系列の検査については西新井工場ではなく杉戸工場において実施されていたことから、検査入出場や試運転などで本線上を走行する機会があったが、検査期限を迎えた2001年（平成13年）に車籍が抹消され、以降構内入換作業に専従した。
度重なる改造によって外観上の原形を損なってはいたものの、戦前製の東武形車両が可動状態で残されているということで鉄道ファンの注目を集めたモニ1473であったが、年を経るごとに保守部品の調達が困難になってきたこと、南栗橋工場新設に伴って2004年（平成16年）3月31日付で西新井工場が閉鎖されたことによって用途を失い、同年7月に解体処分された。